# Ameridion plantatum
Ameridion plantatum là một loài nhện trong họ Theridiidae.
Loài này thuộc chi Ameridion. Ameridion plantatum được Herbert Walter Levi miêu tả năm 1959.